# Municipio de White River (condado de Randolph)
El municipio de White River (en inglés: White River Township) es un municipio ubicado en el condado de Randolph en el estado estadounidense de Indiana. En el año 2010 tenía una población de 7513 habitantes y una densidad poblacional de 38,87 personas por km².

## Geografía
Según la Oficina del Censo de los Estados Unidos, tiene una superficie total de 193.29 km², de la cual 192,86 km² corresponden a tierra firme y (0,22 %) 0,42 km² es agua.

## Demografía
Según el censo de 2010, había 7513 personas residiendo. La densidad de población era de 38,87 hab./km². De los 7513 habitantes, estaba compuesto por el 96,83 % blancos, el 0,37 % eran afroamericanos, el 0,39 % eran amerindios, el 0,39 % eran asiáticos, el 1,08 % eran de otras razas y el 0,95 % eran de una mezcla de razas. Del total de la población el 2,2 % eran hispanos o latinos de cualquier raza.